# Carel Fabritius

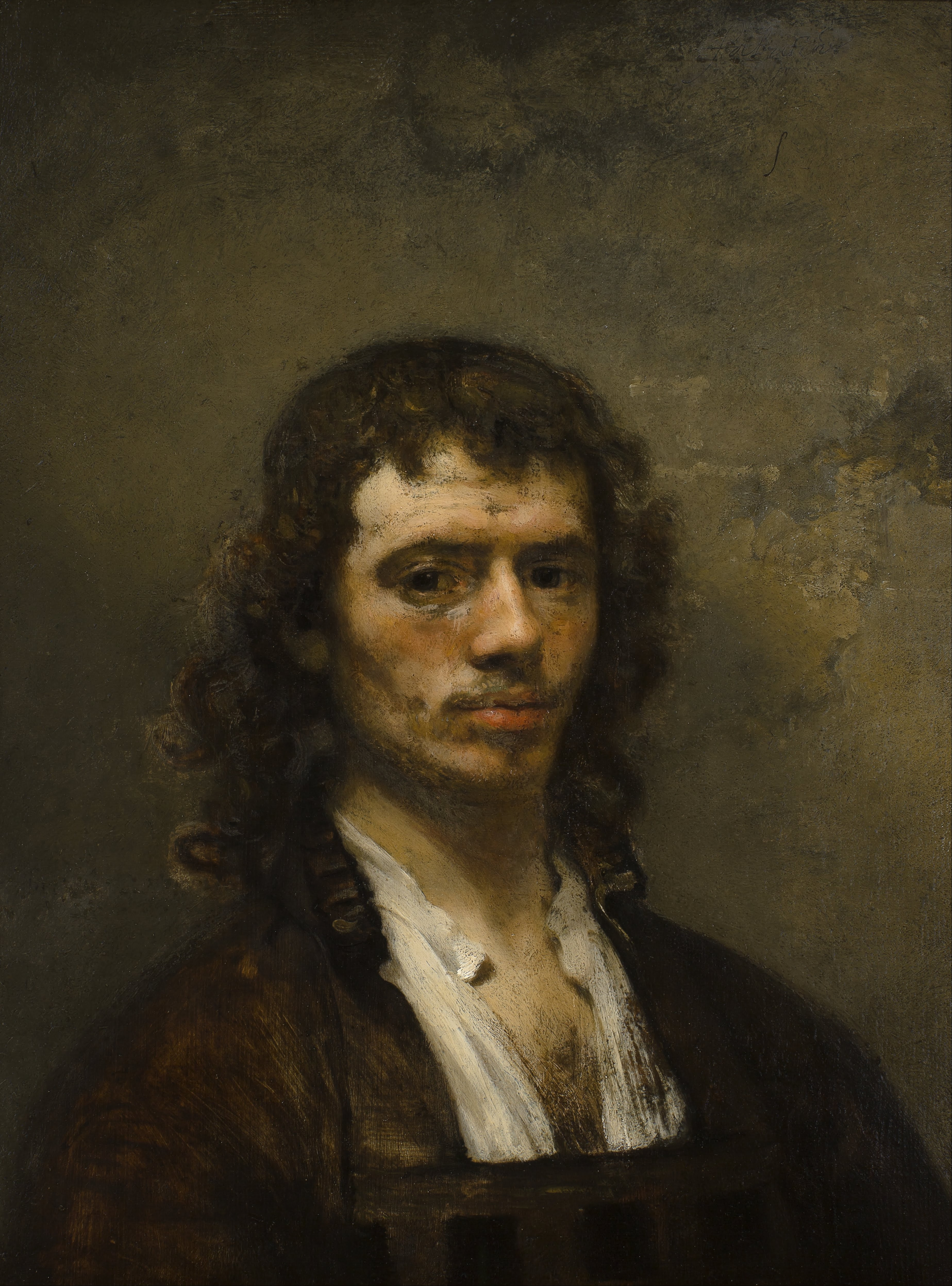
Selbstporträt Carel Fabritius

Carel Pietersz. Fabritius (getauft 27. Februar 1622 in Midden-Beemster; † 12. Oktober 1654 in Delft) war ein niederländischer Maler.

## Leben
Carel Fabritius war der älteste Sohn von Pieter Carelsz. gen. Fabritius und Barbertje Barentsdr. van der Maes. Im Taufregister der reformierten Kirche von Midden-Beemster findet man den folgenden Eintrag: „Anno 1622, den 27. Februar Pieter Carelsz. Sohn Carel. Pate Jan Carelsz.“. Nach ihm kamen noch zehn Geschwister zur Welt, von denen sich die Brüder Barent und Johannes ebenfalls für eine Laufbahn als Maler entschieden. Über seine Jugend ist nur wenig bekannt. Lange wurde vermutet, dass Carel den Beruf eines Zimmermanns erlernte und auch ausübte. Grund dafür war, dass er in den Akten, in denen er als Mitglied der reformierten Kirche bestätigt wird, „Carel Pietersen Timmermann. Am Herrenhaus“ genannt wird. Doch da in dem Register sonst nirgendwo eine Berufsbezeichnung zu finden ist, nimmt die moderne Forschung an, dass er Timmermann (= Zimmermann) genannt wurde. Möglicherweise ging dieser Beiname auf seinen Vater zurück, der zwar Maler war, doch in seiner Jugend vermutlich Zimmermann war. Bisher lässt sich nichts über Ausbildung und Beruf in diesen Jahren nachweisen. Sehr wahrscheinlich ist aber, dass Carel über seinen Vater bereits früh mit der Malerei in Verbindung kam.
Am 1. September 1641 wurde die Verlobung von Carel mit Aeltje Herrmensdr. van Hasselt bekannt gegeben. Dabei wird er erstmals unter dem Namen Carel Pietersz. Fabritius geführt. Ob der Name Fabritius auf die Bezeichnung „Faber“ (Lateinisch für Handwerker), wie früher angenommen, zurückgeht, wird heute bezweifelt. Schon kurz nach der Trauung, am 22. September 1641, übersiedelte das junge Paar nach Amsterdam.
Noch im gleichen Jahr bewarb er sich höchstwahrscheinlich im Atelier von Rembrandt. Es gibt allerdings keine Dokumente, die eine Mitarbeit Carels dort belegen. Lediglich in einer Aufzeichnung des Malers und Dichters Samuel van Hoogstraten aus dem Jahr 1678 nennt dieser ihn „meinen Mitschüler“. Bestätigt wird diese Annahme noch durch einige frühe Arbeiten, die stilistisch den besten Arbeiten aus dem Rembrandt-Atelier dieser Zeit nahestehen. Es kann sogar vermutet werden, dass Carel nur deshalb nach Amsterdam zog, weil Rembrandt dort weilte und dieser bereits einen guten Ruf als Lehrmeister besaß. Da Carel allerdings mit 19 Jahren bereits zu alt für ein Lehrverhältnis war, war er dort wahrscheinlich als Ateliermitarbeiter tätig. Dies würde allerdings voraussetzen, dass er bereits eine gewisse Meisterschaft erreicht hatte.
Die Amsterdamer Jahre waren von schweren Schicksalsschlägen für den jungen Künstler geprägt. 1642 starb eines seiner Kinder kurz nach der Geburt. Ein Jahr später starb dann auch seine Frau bei der Geburt ihres dritten Kindes, Catrin, das dann ebenfalls bald verstorben sein muss, denn noch im gleichen Jahr kehrte er mit seiner verbliebenen Tochter Aeltje (wahrscheinlich einer Zwillingsschwester des 1642 verstorbenen Kindes) nach Midden-Beemster zurück. Auch dieses Kind starb bald. Aufgrund der großen Nähe zu Amsterdam ist nicht auszuschließen, dass Carel auch in den Folgejahren in Verbindung mit Rembrandt stand. Belegt ist dies allerdings nicht. Nach dem Tod seiner offensichtlich vermögenden Frau Aeltje litt Carel in den Folgejahren unter schweren Geldsorgen. Er hatte teilweise Schulden, die er bis zu seinem Tod nicht tilgen konnte. Dies scheint auch eine Folge von fehlenden Aufträgen gewesen zu sein.
Im September 1650 heiratete er dann zum zweiten Mal. Seine Frau, Agatha van Pruyssen, wohnhaft in Amsterdam, stammte aus Delft. Da ein Hochzeitsaufgebot vom 22. August 1650 vorliegt, ist anzunehmen, dass es der Wunsch seiner Frau war, sich in Delft niederzulassen. Seltsamerweise ließ er sich erst zwei Jahre später, am 29. Oktober 1652, in das Meisterbuch der Delfter St. Lukasgilde als Maler eintragen. Dies ist umso erstaunlicher, als die Satzungen vorschrieben, dass er nur als eingetragenes Mitglied Lehrlinge ausbilden und Bilder verkaufen durfte. Somit ist unklar, womit er während dieser Zeit sein Geld verdiente. Aus der Delfter Zeit sind nur wenige Bilder überliefert. Doch gerade diese späten Arbeiten sind es, die seinen Ruhm ausmachen und in denen er sich von der Kunst Rembrandts trennte und neue, richtungsweisende Wege beschritt. Die These, dass der etwa zehn Jahre jüngere Jan Vermeer ein Schüler von Carel gewesen sei, lässt sich heute nicht mehr halten.
Auf dem Höhepunkt seiner Schaffenskraft verstarb der 32-jährige Carel am 12. Oktober 1654 bei der Explosion des Turmes „t'Secreet van Hollandt“, der Delfter Pulvermühle. Er war gerade dabei gewesen, den Küster der Oude Kerk von Delft zu porträtieren. Dabei gingen sicherlich auch zahlreiche, noch im Atelier befindliche Arbeiten des Meisters verloren.

## Stil
Carel Fabritius kann als der bedeutendste Maler betrachtet werden, der aus dem Kreis von Rembrandt hervortrat. Er erreichte bereits mit seinen frühen Werken eine Meisterschaft, die der seines Vorbildes kaum nachstand. Viele dieser frühen Arbeiten galten nicht umsonst lange Zeit als eigenhändige Werke Rembrandts. Im Laufe der Zeit gelang es Carel jedoch, im Gegensatz zu den meisten anderen Malern des Rembrandtkreises, sich von diesem Vorbild zu lösen. Er setzte sich intensiv mit Fragen des Kolorits und der Perspektive auseinander. Er löste sich vom vorherrschenden Dunkel der Rembrandtschule und setzte auf hellere und freundlichere Farben, die vor allem in den Hintergründen seiner Bilder vorherrschten. Die letzten Werke zeugen von einer außergewöhnlichen Kreativität und weisen kaum noch eine Ähnlichkeit zu den frühen Werken auf. Warum sich Carel so rasch vom Stil seines Vorbildes entfernte, ist nicht bekannt, doch dürfte er vielfältige Inspirationen dadurch erhalten haben, dass Delft zu jener Zeit eine große Anziehungskraft auf talentierte Maler wie Gerard Terborch, Jan Steen und Paulus Potter ausübte, die sich gegenseitig beeinflussten und Vorbildfunktion für bestehende und nachfolgende Malergenerationen hatten.

## Werke

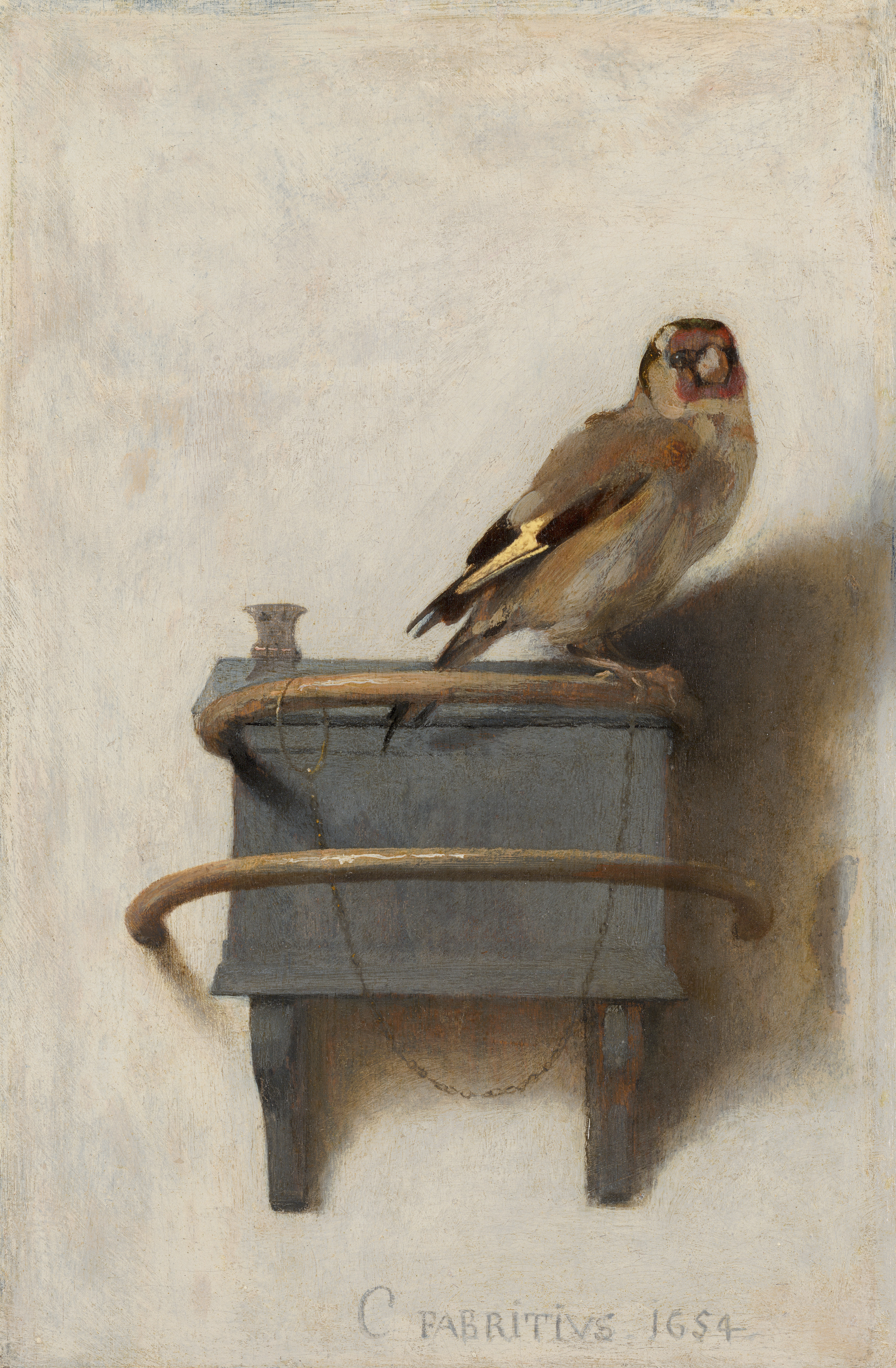
Der Distelfink

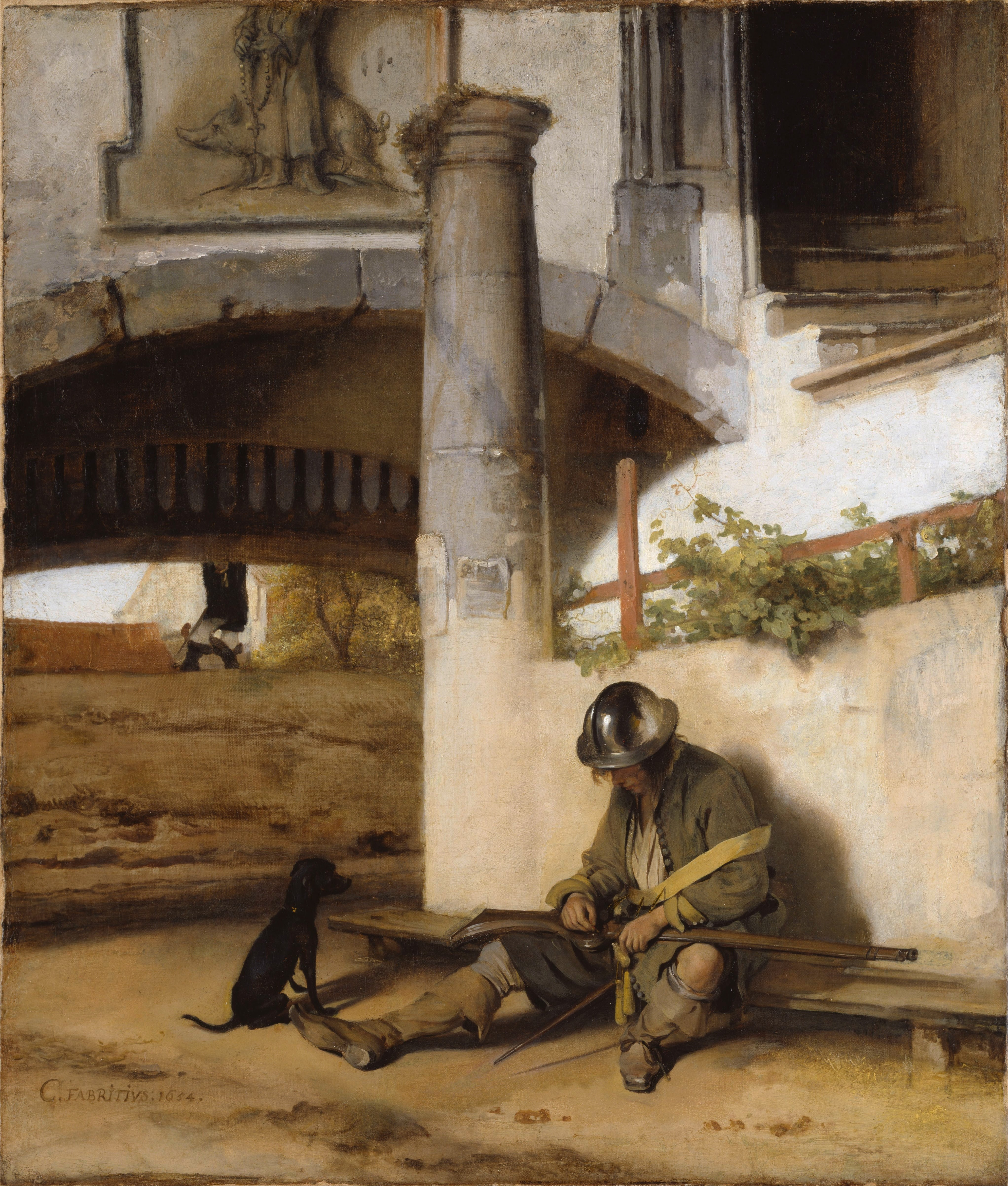
Die Torwache

Das hinterlassene Werk von Carel Fabritius ist nicht sehr groß. Viele der ihm zugeschriebenen Werke sind nicht signiert und nur auf Grund der Stilkritik für ihn in Anspruch genommen worden. In der nachfolgenden Liste sind all jene Werke enthalten, die heute als gesicherte oder höchstwahrscheinlich von Carel angefertigte Bilder gelten:
- Amsterdam, Rijksmuseum
  - Bildnis des Abraham de Porter, 1649
- Boston, Museum of Fine Arts
  - Merkur und Aglaurus, um 1645–1647
- Den Haag, Mauritshuis
  - Der Distelfink, 1654
- Glasgow, Kelvingrove Art Gallery and Museum
  - Der geschlachtete Ochse, um 1642/43 (zugeschrieben)
- Hannover, Niedersächsisches Landesmuseum (Inv.-Nr. PAM 986)
  - Bildnis einer Frau im Profil, 1654
- London, Coll. Duke of Westminster
  - Bildnis eines Mannes, um 1642 (zugeschrieben)
  - Bildnis einer Frau, um 1642 (zugeschrieben)
- London, National Gallery
  - Ansicht von Delft, 1652
  - Selbstbildnis, 1654
- Los Angeles, County Museum of Art
  - Merkur, Argus und Io, um 1645–1647
- Moskau, Puschkin-Museum
  - Hera, um 1643
- München, Alte Pinakothek
  - Selbstbildnis, um 1645
- ehemals Rotterdam, Museum Boijmans
  - Gruppenbildnis einer Familie, 1648 (1864 durch einen Brand zerstört)
- Rotterdam, Museum Boijmans Van Beuningen
  - Selbstbildnis, um 1647/48
- Schwerin, Staatliches Museum Schwerin
  - Die Torwache, 1654
- Toronto, Art Gallery of Ontario
  - Bildnis einer Frau im Lehnstuhl, 1644
- Warschau, Muzeum Narodowe
  - Die Auferweckung des Lazarus, um 1643
- Privatsammlung The Leiden Collection
  - Hagar und der Engel, ca. 1645[3]

In der nachfolgenden Liste sind weitere Werke aufgeführt, die mit Carel Fabritius in Verbindung gebracht werden, deren Autorschaft aber zweifelhaft ist oder sich noch nicht allgemein durchgesetzt hat:
- Amsterdam, Rijksmuseum
  - Die Enthauptung Johannes des Täufers (weicht gänzlich vom Stil ab)
- Bergamo, Accademia Carrara
  - Edelmann zu Pferd, um 1650
- Den Haag, Mauritshuis
  - Tronie eines alten Mannes (solange sich keine unzweifelhafte Tronie findet, muss die Frage der Autorschaft offenbleiben)
- Groningen, Groninger Museum
  - Mann mit Helm (alte Zuschreibung ist aufgrund von Neuentdeckungen nicht mehr haltbar)
- Hamburg, Galerie Hans (1998)
  - Elisa und die Sunamitin (Zuschreibung W. Sumowski, siehe Pantheon LIV 1996)
- Japan, Privatsammlung
  - Tronie eines alten Mannes (solange sich keine unzweifelhafte Tronie findet, muss die Frage der Autorschaft offenbleiben)
- Köln, Wallraf-Richartz-Museum – Fondation Corboud
  - Gelehrter am Tisch, 1644 (auf der Ausstellung Rembrandt – Genie auf der Suche als mögliches Gegenstück zum Bildnis einer Frau im Lehnstuhl von 1644 in Toronto Carel Fabritius zugeschrieben)
- Leipzig, Museum der bildenden Künste
  - Bildnis von Rembrandt
- Liverpool, Walker Art Gallery
  - Tronie eines alten Mannes (solange sich keine unzweifelhafte Tronie findet, muss die Frage der Autorschaft offenbleiben)
- Moskau, Puschkin-Museum
  - Die Enthauptung Johannes des Täufers
- Paris, Musée National du Louvre
  - Tronie eines alten Mannes (solange sich keine unzweifelhafte Tronie findet, muss die Frage der Autorschaft offenbleiben)
- Pasadena, Norten Simon Museum
  - Bildnis von Rembrandt (Autorschaft ist möglich)
- Vaduz, Sammlungen der Fürsten von Liechtenstein
  - Diana (mangelhafte Komposition und Anatomie, Autorschaft wenig wahrscheinlich)
- Washington, National Gallery of Art
  - Mädchen auf Besen gestützt (Autorschaft ist möglich)

In der letzten Liste werden die Zeichnungen aufgeführt, die als mögliche Werke von Carel Fabritius in Anspruch genommen worden sind. Da aber bisher keine signierte Arbeit oder Vorstudie zu einem anerkannten Gemälde aufgefunden wurde, sind diese derzeit nur hypothetisch:
- Amsterdam, Rijksprentenkabinet
  - Fünf Zeichnungen
- Berlin, Kupferstichkabinett
  - Stehende Orientalen, um 1643–1645 (Neuzuschreibung anlässlich der Ausstellung: Rembrandt. Der Zeichner 2006 in Berlin)
- Budapest, Szépművészeti Múzeum
  - Stehende Orientalen, um 1643–1645 (im Katalog erwähnte Neuzuschreibung anlässlich der Ausstellung: Rembrandt. Der Zeichner 2006 in Berlin)
- New York, Metropolitan Museum of Art
  - Die Begegnung von Jacob und Rahel am Brunnen
- Winterthur, Sammlung Oskar Reinhart
  - Der zwölfjährige Christus im Tempel

## Rezeptionen
Ins Zentrum ihres 2013 erschienenen Romans The Goldfinch (dt.: Der Distelfink) stellt die US-amerikanische Schriftstellerin Donna Tartt Fabritius’ Gemälde Der Distelfink.
2007 produzierte der Südwestrundfunk (SWR) Baden-Baden das Kriminalhörspiel Tod im Bild – Der Fall Fabritius von Bernd Schmidt. Im Mittelpunkt dieses Hörspiels steht der Diebstahl des Fabritius-Werkes Die Torwache.
2016 wurde ein Asteroid nach Carel Fabritius benannt: (16690) Fabritius.
2017 schrieb der südafrikanische Schriftsteller Deon Meyer im Rahmen der niederländischen „Spannende Boekenweek“-Projekte einen Kriminalroman in seiner Benny-Griessel-Reihe mit dem Titel The Woman In The Blue Cape (deutsch: Die Amerikanerin, 2018), bei dem ein fiktives Gemälde von Carel Fabritius die Hauptrolle spielt.